# NGC 2408
NGC 2408 is een open sterrenhoop in het sterrenbeeld Giraffe. Het hemelobject werd op 7 januari 1830 ontdekt door de Britse astronoom John Herschel.